# Samuel, o Sírio
Samuel (em armênio/arménio: Շմուել; romaniz.: Šmuel; m. 437), dito o Sírio, foi um prelado persa de língua siríaca que tornou-se católico (ou anticatólico) da Igreja Apostólica Armênia de 432 a 437.

## Biografia
Após a deposição pelo xainxá Vararanes V (r. 420–438/439) do católico Isaque I, o Grande em 428 por intermédio de Sormaco, que também acabou deposto em 429 (ou mesmo em 428), e Barcísio, deposto em 432, o xá dividiu as funções catolicossais: atribuiu as funções temporais à Samuel enquanto as espirituais (incluindo a consagração de bispos) à Isaque. A origem de Samuel, idêntica à de Barcísio, e sua nomeação reflete a continuação da política de poder sassânida de separar a Igreja Armênia da Igreja Grega, a fim de aproximar a primeira da Igreja do Oriente.
Samuel tornou-se rapidamente impopular após exigir impostos abusivos do clero armênio. Na sua morte, em 437, um nacarar tentou convencer em vão que Isaque reassumisse o exercício de todas as funções catolicossais. Quando ele se recusou, Sormaco, que havia se tornado bispo de Pesnúnia (norte do lago de Vã), assumiu as funções temporais.